# Bruno Loth
Pour les articles homonymes, voir Loth (homonymie).
 (octobre 2018).
Si vous disposez d'ouvrages ou d'articles de référence ou si vous connaissez des sites web de qualité traitant du thème abordé ici, merci de compléter l'article en donnant les références utiles à sa vérifiabilité et en les liant à la section « Notes et références ».
Bruno Loth , né en 1960, est un auteur de bande dessinée français.

## Biographie
Avant de devenir scénariste et dessinateur, Bruno Loth a travaillé comme illustrateur. Il s’est lancé dans la bande dessinée avec la série Ermo  ouvrage de fiction ayant pour cadre la révolution sociale espagnole de 1936. en fondant sa propre maison d’édition : Libre d’images.
Ses bandes dessinées comme Ermo, Mémoires d'un Ouvrier, Viva l'Anarchie ou Guernica racontent à travers des personnages historiques, proches, ou fictifs des évènements qui ont marqué l’Histoire comme la Guerre d’Espagne, la Makhnovtchina ou encore la Seconde Guerre mondiale.
En 2010, il publie Apprenti en coédition avec La Boîte à Bulles. Puis les albums s’enchaînent à la boite à bulles avec Ouvrier, Dolores, John Bost, Guernica, puis "Viva l'anarchie ! "

## Œuvre
- Apprenti/Ouvrier, scénario et dessins de Bruno Loth, La Boîte à bulles, collection Hors Champ

1. Apprenti - Mémoires d'avant-guerre, 2010  (ISBN 978-2-84953-110-5)
2. Ouvrier - Mémoires de l'occupation Vol.1, 2012  (ISBN 978-2-84953-151-8)
3. Ouvrier - Mémoires de l'occupation Vol.2,  (ISBN 978-2-84953-145-7)

- Contes et légendes des pays celtes en bandes dessinées, scénario de Thierry Lamy et Gaët's, dessins de Bruno Loth, Guillaume Tavernier, Filippo Neri, Piero Ruggeri, Julien Lamanda, Pierre Braillon, Bloop, Eillam, Benjamin Gaboury, Tatiana Domas, Aurélie Neyret et Thomas Barlard, Petit à Petit, 2009  (ISBN 978-2-84949-171-3)

- Ermo, scénario et dessins de Bruno Loth, Livre d'images

1. Le Magicien, 2006  (ISBN 2-9526784-0-5)
2. Barricades, 2007  (ISBN 2-9526784-1-3)
3. Une Nuit en Aragon, 2008  (ISBN 2-9526784-2-1)
4. Mujeres Libres, 2009  (ISBN 978-2-9526784-4-5)
5. Cargo pour Barcelone, 2011  (ISBN 2-9526784-2-1)
6. Mort à Madrid, 2013  (ISBN 2-9526784-6-4)
7. Dolorès, 2016

- Gaïa, le Chat et le Vent[1], scénario Mathilde Maumont et David Allain, dessins de Bruno Loth, mars 2008, Libre d'images  (ISBN 9782952678438) - adaptation du spectacle éponyme créé par la compagnie Imagine.
- Stancraf, scénario et dessins de Bruno Loth, édité à compte d'auteur, 1982.
- Les Fantômes de Ermo, tome 1, Éditions La Boîte à Bulles, 2017, présentation éditeur.